# Griñón
Griñón è un comune spagnolo di 5 968 abitanti situato nella comunità autonoma di Madrid.